# La Boum Fatale
La Boum Fatale ist ein Electronica-, House- und Dubstep-Duo, bestehend aus Alexander Trattler und Antonio de Spirt. Die beiden wohnen momentan in Hamburg.

## Geschichte
Ursprünglich lernten sich De Spirt und Levente Pavelka  2010 an der Hochschule für Angewandte Wissenschaften Hamburg kennen, da sie dort beide Medientechnik studierten.
Ohne bedeutsame Instrumentenkenntnisse beschlossen die beiden, zusammen Musik zu machen. Musikalisch entsteht so eine Mischung, die Antonio de Spirt in einem Interview folgendermaßen erklärt: 
„Wir packen einfach alles, was uns gefällt und beeinflusst, in den Fleischwolf. Meistens kommt dann was Melancholisches, Euphorisierendes und manchmal Tanzbares heraus.“
Dabei probierte sich Levente ständig an neuen Experimenten und Antonio versuchte im Nachhinein die Struktur in den Stücken zu sichern.
Auf der Suche nach einem Namen stieß das Duo schließlich auf „La Boum Fatale“: „La Boum Fatale hat eigentlich gar keine tiefere Bedeutung. Der Name ist uns irgendwann beim Rumalbern in den Schoß gefallen. Er klingt gut und geschrieben sieht er auch nicht übel aus. Das waren eigentlich unsere Ansprüche an einen Namen für unser Projekt.“, meint Antonio.
Im Januar 2012 veröffentlichten die beiden ihre erste Single AAA bei dem Berliner Label Sinnbus. Das Video dazu wurde vom Groove Magazin mit The Prodigys Smack My B**ch Up verglichen. In  beiden Videos wird der Weg eines Partygängers durch die Nacht begleitet. Ein halbes Jahr später folgte das Album Damwild beim Label Sinnbus.
Ebenfalls 2012 veröffentlichten La Boum Fatale die EP Two Remixes.
Im Frühjahr 2013 verließ Levente Pavelka das Duo, wodurch Alexander Trattler zu der Band stieß. Dieser kümmerte sich um die visuellen Angelegenheiten.

## Diskografie

### Singles und EPs
- 2012: AAA (Sinnbus)
- 2012: Two Remixes (Sinnbus)
- 2012: Damwild (Sinnbus)[9]